# Gastón Díaz
Ricardo Gastón Díaz (Coghlan, Buenos Aires; 13 de marzo de 1988) es un futbolista argentino. Juega de mediocampista por derecha o lateral derecho y actualmente se encuentra en Paraguay jugando para el Real Pilar F. C. de la Primera B de Argentina.
Pasó por diversos clubes de Argentina. En Vélez Sarsfield ganó 3 títulos de Primera División en 2009, 2011 y 2012. En Racing Club salió campeón del Torneo de Transición 2014 y fue el máximo asistidor de ese campeonato. En Honduras se coronó campeón con el Club Deportivo Olimpia.

## Trayectoria

### Vélez Sarsfield
Nacido en Coghlan, Buenos Aires, debutó con la camiseta de Vélez Sarsfield en 2008. Allí disputó 100 partidos aunque no logró convertir, luego de 3 años en el club fue transferido a Lanús para disputar la temporada 2012. En el medio de su carrera obtuvo el título Torneo Clausura 2009 disputando 14 partidos y el Torneo Clausura 2011 disputando 11 partidos.

### Lanús

#### Temporada 2011/12
En 2012 luego de desvincularse con el club de Liniers, firmó por 1 año en el Granate jugando 13 partidos sin convertir y asistiendo 1 vez a Paolo Goltz.

### Retorno a Vélez Sarsfield

#### Temporada 2012
Luego de mostrar un aceptable nivel en Lanús volvió al club de Liniers donde en la temporada 2012 disputó 3 encuentros (Contra Boca Juniors, Independiente de Avellaneda y Arsenal de Sarandí). Y 1 partido internacional por la 2.ª fecha de la Copa Libertadores.

#### Temporada 2012/13
Tan solo disputó 1 solo partido y fue ante su exequipo, Lanús y 1 partido por la 6.ª fecha de la Copa Libertadores

### Gimnasia La Plata

#### Temporada 2012/13
Luego de no tener demasiada continuidad en Vélez, ficha para Gimnasia La Plata donde realizó una excelente tarea como lateral, asistiendo 7 veces y marcando su 1.er gol en su carrera frente a Godoy Cruz por la Quinta fecha del Final 2014. En total jugó 29 partidos anotando 2 goles con 7 asistencias. 

### Racing Club

#### Temporada 2014
En 2014 ficha para La Academia. En la 1.ª fecha del Campeonato argentino de 2014, contra Defensa y Justicia asiste 3 veces en el partido (2 a Gabriel Hauche y 1 al mítico Diego Milito), convirtiéndose así en la figura del partido. Luego, por la 2.ª fecha asiste a Luciano Lollo (con su pierna menos hábil, la zurda) en la victoria de Racing 2 a 0 sobre San Lorenzo de Almagro. En la fecha 9, Racing Club enfrentó al Club Atlético Belgrano y Díaz sumó su 5.ª asistencia en el torneo luego de enviar un pelotazo preciso a la cabeza del goleador Gustavo Bou. Contra Estudiantes de La Plata, por la fecha 11, asiste nuevamente a Diego Milito donde su equipo ganó 4 a 0 y fue su asistencia número 6 en el campeonato. Contra Rosario Central marca su primer tanto en el club de Avellaneda en la victoria y goleada 3 a 0 por la fecha 18 (su gol debió ser invalidado ya que se encontraba en offside). En la fecha 19 contra Godoy Cruz asiste a su compañero Ricardo Centurión para que convierta el gol que le daría a La Academia el título después de 13 años. En ese torneo disputó los 19 encuentros, hizo un gol y dio 7 asistencias, lo que lo convirtió en el máximo asistidor en el campeonato. Sin dudas, fue vital para que Racing Club consiga su título nacional número 17.

#### Temporada 2015
En 2015 asiste a Gustavo Bou para que ponga en el 3 a 1 en la victoria 4 a 1 de su equipo ante Boca Juniors por el Torneo de Verano. Sin embargo perdió el puesto luego del excelente rendimiento en el campeonato de Washington Camacho y Marcos Acuña. Recuperaría la titularidad en el equipo en la Liguilla Pre-Libertadores luego de que Camacho bajara su rendimiento.

#### Temporada 2016-2017
En 2016 renueva su contrato para afrontar los 3 frentes de que tiene "La Academia" (Copa Libertadores 2016, Copa Argentina y la Primera División). Anota su segundo gol con Racing frente a Unión de Santa Fe en la goleada 6-3 a favor de La Académica. Contra San Martín de San Juan anota su tercer gol en Racing en la victoria 2-0.
En 2017 juega su primer partido ante el clásico rival de Racing, Independiente de Avellaneda, y también anotaría su primer gol en el año (el cuarto en La Academia) en la victoria racinguista 3 a 0, luego de una excelente asistencia de Lisandro López.

#### Salida de Racing
En 2017 se aleja de la institución de Avellaneda en el que dejó un gran recuerdo de su participación en el 2014, vistió la camiseta de Racing en 84 partidos, marcó 4 goles y asistió 8 veces. Salió campeón en 2014 y fue reconocido con el premio al máximo asistidor del campeonato.

### Vélez Sarsfield
En 2017 retorna al club que lo vio nacer para darle experiencia y sacar al equipo de las posiciones de abajo. En su tercera etapa en el club de Liniers, jugó 22 partidos con 2 asistencias, entre los años 2017 y 2019.

### Colón de Santa Fe
A mediados de 2019 el jugador rescinde contrato con Vélez y es cedido a préstamo por un año. Su primer partido lo juega ante Zulia FC por la Copa Sudamericana, en donde sería expulsado. Debuta en la superliga frente a Huracán de Parque Patricios. Su tercer partido lo jugaría ante Gimnasia y Esgrima La Plata, su ex club, donde su equipo ganaría sobre la hora por 2 a 1. Salió subcampeón de la Copa Sudamericana 2019. En 2020 rescinde contrato con el club santafesino habiendo jugado 13 partidos sin marcar goles, asistiendo en 2 oportunidades.

### All Boys
El lateral derecho llega a Floresta después de su paso por Colón de Santa Fe. Gastón Díaz firmó el contrato que lo une con All Boys hasta el 31 de diciembre de 2021. Marcaría su 1° gol con All Boys frente a San Martín de San Juan, con un disparo de 40 metros, en la victoria 2-0 de su equipo.
El volante pilarense anotó su segundo tanto consecutivo (venía de un golazo en San Juan ante San Martín) en el 2-0 frente a Tristán Suárez, válido por la 5.ª fecha de la Primera Nacional, desarrollado en el Estadio Islas Malvinas. El "Gato de Pilar" envió un tiro libre envenenado al corazón del área del Lechero, un defensor intentó despejar y apenas desvió el balón que se metió en el arco para desatar el primer grito de la tarde del domingo en Floresta cuando apenas iban 2 minutos. A mitad de año decide marcharse del club con 10 partidos jugados y los 2 goles mencionados, siendo uno de los mejores promedios en gol de su carrera.

### Primer paso en el exterior: Club Deportivo Olimpia
El mediocampista Gastón Díaz abandonó All Boys a mediados del 2021 y continuó su carrera en el fútbol de Honduras, tras aceptar la oferta del Club Deportivo Olimpia, siendo este su primer equipo extranjero, donde sería dirigido por un viejo conocido suyo en su paso por Gimnasia La Plata: Pedro Troglio.
El 23 de diciembre de 2021 obtendría el Torneo Apertura 2021 de Honduras, al derrotar su equipo por 3 a 0 a Real España en la final del torneo.

## Estadísticas
- Actualizado al 9 de marzo de 2024.

| Club                         | Temporada           | Liga | Liga | Liga | Copas Nacionales* | Copas Nacionales* | Copas Nacionales* | Copas Internacionales** | Copas Internacionales** | Copas Internacionales** | Total | Total | Total |
| Club                         | Temporada           | PJ   | G    | A    | PJ                | G                 | A                 | PJ                      | G                       | A                       | PJ    | G     | A     |
| ---------------------------- | ------------------- | ---- | ---- | ---- | ----------------- | ----------------- | ----------------- | ----------------------- | ----------------------- | ----------------------- | ----- | ----- | ----- |
| Vélez Sarsfield Argentina    | Temporada           |      |      |      |                   |                   |                   |                         |                         |                         |       |       |       |
| 2007/08                      | 11                  | 0    | 0    | -    | -                 | -                 | -                 | -                       | -                       | 11                      | 0     | 0     |       |
| 2008/09                      | 24                  | 0    | 2    | -    | -                 | -                 | -                 | -                       | -                       | 24                      | 0     | 2     |       |
| 2009/10                      | 27                  | 0    | 5    | -    | -                 | -                 | 10                | 0                       | 0                       | 37                      | 0     | 5     |       |
| 2010/11                      | 21                  | 0    | 4    | -    | -                 | -                 | 8                 | 0                       | 1                       | 29                      | 0     | 5     |       |
| 2012                         | 3                   | 0    | 0    | -    | -                 | -                 | 1                 | 0                       | 0                       | 4                       | 0     | 0     |       |
| 2012/13                      | 1                   | 0    | 0    | -    | -                 | -                 | 1                 | 0                       | 0                       | 2                       | 0     | 0     |       |
| 2017/18                      | 11                  | 0    | 2    | 3    | 0                 | 0                 | -                 | -                       | -                       | 14                      | 0     | 2     |       |
| 2018/19                      | 7                   | 0    | 0    | 1    | 0                 | 0                 | -                 | -                       | -                       | 8                       | 0     | 0     |       |
| Total                        | 105                 | 0    | 13   | 4    | 0                 | 0                 | 20                | 0                       | 1                       | 129                     | 0     | 14    |       |
| Lanús Argentina              | 2011/12             | 13   | 0    | 1    | 1                 | 0                 | 0                 | 1                       | 0                       | 0                       | 15    | 0     | 1     |
| Lanús Argentina              | Total               | 13   | 0    | 1    | 1                 | 0                 | 0                 | 1                       | 0                       | 0                       | 15    | 0     | 1     |
| Gimnasia LP Argentina        | 2013/14             | 29   | 2    | 7    | -                 | -                 | -                 | -                       | -                       | -                       | 29    | 2     | 7     |
| Gimnasia LP Argentina        | Total               | 29   | 2    | 7    | -                 | -                 | -                 | -                       | -                       | -                       | 29    | 2     | 7     |
| Racing Club Argentina        |                     |      |      |      |                   |                   |                   |                         |                         |                         |       |       |       |
| 2014                         | 19                  | 1    | 7    | 1    | 0                 | 0                 | -                 | -                       | -                       | 19                      | 1     | 7     |       |
| 2015                         | 26                  | 0    | 1    | 2    | 0                 | 0                 | 4                 | 0                       | 0                       | 32                      | 0     | 1     |       |
| 2016                         | 11                  | 1    | 0    | 0    | 0                 | 0                 | 5                 | 0                       | 0                       | 16                      | 1     | 0     |       |
| 2016/17                      | 16                  | 2    | 0    | 2    | 0                 | 0                 | 1                 | 0                       | 0                       | 19                      | 2     | 0     |       |
| Total                        | 69                  | 4    | 8    | 5    | 0                 | 0                 | 10                | 0                       | 0                       | 84                      | 4     | 8     |       |
| Colón de Santa Fe Argentina  | 2019/20             | 9    | 0    | 1    | 3                 | 0                 | 1                 | 1                       | 0                       | 0                       | 13    | 0     | 2     |
| Colón de Santa Fe Argentina  | Total               | 9    | 0    | 1    | 3                 | 0                 | 1                 | 1                       | 0                       | 0                       | 13    | 0     | 2     |
| All Boys Argentina           | 2021                | 10   | 2    | 0    | 0                 | 0                 | 0                 | -                       | -                       | -                       | 10    | 2     | 0     |
| All Boys Argentina           | Total               | 10   | 2    | 0    | 0                 | 0                 | 0                 | -                       | -                       | -                       | 10    | 2     | 0     |
| Olimpia Honduras             | 2021-2022           | 13   | 0    | 4    | 0                 | 0                 | 0                 | -                       | -                       | -                       | 13    | 0     | 4     |
| Olimpia Honduras             | Total               | 13   | 0    | 4    | -                 | -                 | -                 | -                       | -                       | -                       | 13    | 0     | 4     |
| Mitre Argentina              | 2022                | 19   | 1    | 1    | 0                 | 0                 | 0                 | -                       | -                       | -                       | 19    | 1     | 1     |
| Mitre Argentina              | Total               | 19   | 1    | 1    | -                 | -                 | -                 | -                       | -                       | -                       | 19    | 1     | 1     |
| San Telmo Argentina          | 2023                | 27   | 0    | 3    | -                 | -                 | -                 | -                       | -                       | -                       | 27    | 0     | 3     |
| San Telmo Argentina          | Total               | 27   | 0    | 3    | -                 | -                 | -                 | -                       | -                       | -                       | 27    | 0     | 3     |
| Arsenal de Sarandí Argentina | 2024                | 1    | 0    | 0    | -                 | -                 | -                 | -                       | -                       | -                       | 1     | 0     | 0     |
| Arsenal de Sarandí Argentina | Total               | 1    | 0    | 0    | -                 | -                 | -                 | -                       | -                       | -                       | 1     | 0     | 0     |
| Total en su carrera          | Total en su carrera | 295  | 9    | 38   | 12                | 0                 | 1                 | 32                      | 0                       | 1                       | 339   | 9     | 40    |

## Palmarés

### Campeonatos nacionales
| Título           | Club            | Sede           | Año     |
| ---------------- | --------------- | -------------- | ------- |
| Primera División | Vélez Sarsfield | Buenos Aires   | 2009    |
| Primera División | Vélez Sarsfield | Buenos Aires   | 2011    |
| Primera División | Vélez Sarsfield | Mendoza        | 2012/13 |
| Primera División | Racing Club     | Avellaneda     | 2014    |
| Liga Nacional    | Olimpia         | San Pedro Sula | 2021    |

### Campeonatos amistosos
| Torneo                       | Club        | País      | Año  |
| ---------------------------- | ----------- | --------- | ---- |
| Copa Ciudad de Mar del Plata | Racing Club | Argentina | 2014 |
| Copa Ciudad de Mar del Plata | Racing Club | Argentina | 2015 |
| Copa Ciudad de Avellaneda    | Racing Club | Argentina | 2015 |
| Copa Ciudad de Avellaneda    | Racing Club | Argentina | 2016 |
| Copa Provincia de Salta      | Racing Club | Argentina | 2017 |
| Copa Revancha                | Racing Club | Argentina | 2017 |

Otros Logros:
 Subcampeón de la Copa Sudamericana 2019 con Colón de Santa Fe.

## Distinciones individuales
| Distinción                             | Año  |
| -------------------------------------- | ---- |
| Máximo Asistidor del Torneo Transición | 2014 |